# Clyde Wilson
Clyde Wilson (nascido em 12 de julho de 1959) é um ex-ciclista olímpico bermudense. Representou sua nação nos Jogos Olímpicos de Verão de 1984, na prova de corrida individual em estrada.